# Walleshausen Gyula
Walleshausen Gyula (Baja, 1923. július 19. – Gödöllő, 2010. április 22.) könyvtáros, történész, címzetes egyetemi tanár.

## Életútja
Felsőfokú tanulmányait 1946 és 1949 között a Közgazdaságtudományi Egyetemen, 1958 és 1963 között az Eötvös Loránd Tudományegyetem Bölcsészettudományi Karán folytatta. 1966-ban doktorált.
1946-tól 1951-ig a Közgazdaságtudományi Egyetem könyvtárosaként dolgozott. 1953 és 1971 között a Gödöllői Agrártudományi Egyetem könyvtárosa, majd igazgatóhelyettese volt. 1971-ben a Központi Statisztikai Hivatal Könyvtára igazgatóhelyettesévé nevezték ki. Innen 1978-ban a Marx Károly Közgazdaságtudományi Egyetem Könyvtára igazgatói (1985. január 1-jétől főigazgatói) posztjára került. 1985-ben vonult nyugdíjba.
1964 és 1983 között a Magyar Könyvtárosok Egyesülete Ellenőrző Bizottságának elnöke volt. 1983-tól 1987-ig az Egyetemi Könyvtárigazgatók Tanácsának elnöki posztját töltötte be.
1997-ben megszerezte a történettudományok kandidátusa fokozatot, 2009-ben címzetes egyetemi tanárrá nevezték ki.

## Munkássága
Kutatóként a könyvtári hálózatok együttműködésével, a tárolókönyvtárakkal kapcsolatos kérdésekkel, a könyvtári tájékoztatás módszereivel és könyvtári etikával foglalkozott. A Közgazdasági Egyetem könyvtárvezetőjeként irányította az új szolgáltatások bevezetését, és elkészítette az intézmény új épületbe telepítésének terveit. Jelentős szerepet játszott a könyvtári ismeretek oktatásának országos szervezésében, a bibliográfiai kurzusok meghonosítója volt az agráregyetemen.
Mintegy száznyolcvan publikáció fűződik nevéhez.

## Díjai
1977-ben Szocialista Kultúráért kitüntetéssel, 1980-ban Szabó Ervin-emlékéremmel ismerték el munkásságát.

## Főbb művei

### Monográfiák
- A mezőgazdasági tudományos kutatás és tájékoztatás segédkönyvei (Gödöllő, 1957)
- A mezőgazdasági tájékoztatás segédkönyvei (Budapest, 1968)
- A könyvtárvezetés főbb elméleti kérdései (Budapest, 1970)
- A magyaróvári agrárfelsőoktatás 175 éve (1818–1993) (Mosonmagyaróvár, 1993)
- Erzsébet királyné és falkavadászatai (Budapest, 1998)
- A jászfelsőszentgyörgyi Vörös Sarok Vadásztársaság története (Jászfelsőszentgyörgy, 2007)
- Kosáry Domokos, a tudományszervező könyvtárigazgató (Gödöllő, 2009)

### Tanulmányok
- Erzsébet királyné és az angol–ír kiegyezés. Archiválva 2017. április 11-i dátummal a Wayback Machine-ben Zempléni Múzsa, 2004. 3. sz. 14–22. o.
- A rohonci gazdaképző intézet. Vasi Szemle, 2005. 1. sz. 47–67. o.
- Denis professzor és tanítványa, Festetics György. Könyvtári Figyelő, 2008. 1. sz. 64–74. o.

### Szerkesztett kötetek
- Az Agrártudományi Egyetem emlékkönyve, 1945–1970 (Budapest, 1970)
- Hej! Élet, élet, gazdászélet... Óvári gazdászok visszaemlékezései (Mosonmagyaróvár, 1993)
- A Gödöllői Agrártudományi Egyetem jubileumi emlékkönyve, 1920–1995 (Gödöllő, 1995)